# Ursulinenschule Hersel
Die Ursulinenschule Hersel (USH) ist eine private, katholische, erzbischöfliche Mädchenschule in Bornheim in Nordrhein-Westfalen. Schulträger ist das Erzbistum Köln. Die Schule hat ca. 1.200 Schülerinnen, wobei 720 das Gymnasium und 395 die Realschule besuchen.
Es besteht eine Kooperation mit der nahegelegenen Jungenschule in Bonn-Auerberg, dem Collegium Josephinum Bonn, das sich in der Trägerschaft des Redemptoristenordens befindet.
Jährlich wird seit 1990 an der USH für die Schülerinnen der oberen Klassen und Jahrgangsstufen eine Ausbildungsmesse durchgeführt, die zu den größten Ausstellungen dieser Art im Rhein-Sieg-Kreis gehört. Firmen, Institutionen, Hochschulen und Behörden informieren beim „Markt der Möglichkeiten“ über ihre Studien- und Ausbildungsangebote.

## Geschichte
Die Schule wurde am 16. Juli 1852 von Mère Bernardine Werotte gegründet. An diesem Tag zogen Mutter Bernardine sowie Mutter Johana von Zuydtwyck in das örtliche Pfarrhaus ein, wo sie bis zur Fertigstellung ihres Klosters auf engstem Raum 128 Schülerinnen unterrichteten. Zwischen dem Herseler Schulvorstand und der Oberin des Ursulinen-Klosters wurde 1864 ein Schulvertrag geschlossen. Schulbetrieb und Trägerschaft wurden – mit Unterbrechungen z. B. durch Kriege wie etwa von 1942 bis 1945 – bis 2001 durch den Orden übernommen. Danach wurde das Erzbistum Köln Träger der Schule. Unter dem gemeinsamen Namen Ursulinenschule Hersel wird seit dem 1. April 1963 nicht nur ein Mädchengymnasium, sondern auch eine Mädchenrealschule geführt.
Im Schuljahr 2023/2024 bildet die Ursulinenschule zusammen mit dem Collegium Josephinum Bonn ein Bündelungsgymnasium.

## Ehemalige Schülerinnen
- Stephanie Brungs, TV-Moderatorin, Abitur 2008